# Врублево (Познанський повіт)
Врублево (пол. Wróblewo) — село в Польщі, у гміні Костшин Познанського повіту Великопольського воєводства.
Населення — 76 осіб (2011).
У 1975-1998 роках село належало до Познанського воєводства.

## Демографія
Демографічна структура станом на 31 березня 2011 року:
|          | Загалом | Допрацездатний вік | Працездатний вік | Постпрацездатний вік |
| -------- | ------- | ------------------ | ---------------- | -------------------- |
| Чоловіки | 32      | 7                  | 23               | 2                    |
| Жінки    | 44      | 14                 | 22               | 8                    |
| Разом    | 76      | 21                 | 45               | 10                   |